# Heneage Finch, 5. Earl of Winchilsea
Heneage Finch, 5. Earl of Winchilsea (* 3. Januar 1657; † 30. September 1726) war ein englisch-britischer Adliger und Politiker.

## Leben
Er war der zweite Sohn des Heneage Finch, 3. Earl of Winchilsea, aus dessen zweiter Ehe mit Lady Mary Seymour, Tochter des William Seymour, 2. Duke of Somerset. Er entstammte einer Familie treuer Royalisten. Von 1676 bis 1677 unternahm er eine Grand Tour durch Frankreich und Italien.
1678 erhielt er das Amt des Deputy Lieutenant von Kent und wurde Colonel des Miliz-Infanterieregiments von Kent. Ab 1683 fungierte er auch als Friedensrichter für Kent. 1682 wurde er zudem Captain der Coldstream Guards und dort 1687 zum Lieutenant-Colonel befördert. 1683 erwarb er an der Universität Oxford den Abschluss eines Doctor of Civil Law.
1683 erhielt er das Hofamt des Groom of the Bedchamber für den Kronprinzen James, Duke of York, und behielt dieses Amt auch als dieser 1685 als Jakob II. zum König gekrönt wurde. Am Hof lernte er Anne Kingsmill (1661–1720), eine Maid of Honour der Duchess of York, kennen und heiratete sie 1684. Auf Vorschlag des Königs wurde er 1685 als Abgeordneter für das Borough Hythe in Kent ins englische House of Commons gewählt.
Als König Jakob II. 1688/89 durch die Glorious Revolution gestürzt wurde, verlor er alle seine öffentlichen Ämter und trat aus der Armee aus. Beim Versuch nach Frankreich zu fliehen wurde er 1690 verhaftet und schließlich gegen Kaution freigelassen. Er lebte fortan in Eastwell Park, dem Anwesen seines Neffen Charles Finch, 4. Earl of Winchilsea, dem Sohn seines 1672 verstorbenen älteren Bruders William, und betätigte sich als Antiquar. Er kandidierte mehrfach erfolglos für das britische House of Commons, 1701 für das Borough Rochester und 1705 und 1710 für das Borough Maidstone in Kent.
1712 erbte er beim Tod seines Neffen dessen Adelstitel als 5. Earl of Winchilsea, 5. Viscount Maidstone, 3. Baron FitzHerbert und 6. Baronet, of Eastwell. Mit den Titeln war ein Sitz im House of Lords verbunden. Da er sich weigerte den Treueid auf Königin Anne abzulegen, nahm er nie an Sitzungen des House of Lords teil. Gleichwohl machte seine Gattin indessen als Lady of the Bedchamber für Königin Anne Karriere. 1724 wurde er als Fellow in die Society of Antiquaries aufgenommen und wurde zugleich deren Vizepräsident.
Er starb 1726 an einer Darmentzündung. Da seine Ehe kinderlos blieb, fielen seine Adelstitel an seinen jüngeren Halbbruder John Finch.